# Скоординований спеціалізований догляд
Скоординований спеціалізований догляд (ССД; Координована спеціальна допомога[джерело?] (КСД)) — це програма лікування, орієнтована на відновлення, розроблена для людей із першим епізодом психозу (англ. first episode psychosis (FEP)). КСД складається зі спільного планування лікування між клієнтом і командою догляду за клієнтом, що складається з клініцистів у сфері психічного здоров'я, психіатрів і кейс-менеджерів. КСД включає індивідуальну та сімейну терапію, лікування ліками, психоосвіту та підтримку, ведення випадків, а також підтримку, пов'язану з освітою та працевлаштуванням. Програма вважається раннім психозним втручанням і призначена для використання незабаром після появи симптомів.

## Історія
КСД у Сполучених Штатах була започаткована на початку 2000-х років і поширилися на національному рівні лише після дослідження «Відновлення після початкового епізоду шизофренії» (RAISE), яке фінансувалося Національним інститутом психічного здоров'я. Мета ініціативи полягала в тому, щоб визначити, чи функціонує КСД краще, ніж допомога, яка зазвичай доступна в умовах громади. Деякі приклади КСД включають NAVIGATE, Програму підключення, OnTrackNY, Спеціалізоване лікування ранніх психозів (STEP) і Альянс ранньої оцінки та підтримки (EASA).
Програми КСД забезпечують шість основних функцій для молодих людей, які переживають перший епізод психозу. Важливо забезпечити клієнтам доступ до клініцистів, навчених FEP. Простий прийом у програму лікування FEP завдяки постійному охопленню та участі полегшує процес переходу. Під час лікування групи догляду також можуть організувати лікування вдома та інші громадські або клінічні ресурси, доступні за потреби. Провайдери програм КСД дуже уважні під час та/або після клінічної кризи. Команди догляду та клієнт спільно планують подальший догляд або перехід до нижчого рівня догляду та/або виписку з лікування після завершення лікування, і клієнт демонструє підвищені функціональні здібності.

## Компоненти скоординованої спеціальної допомоги
Хоча окремі програми мають різні підходи у своїй клінічній моделі, існує стандарт, якого необхідно дотримуватися, щоб відповідати критеріям КСД. Сюди входить психофармакологічне лікування або медикаментозне лікування, психотерапія, сімейне навчання та підтримка, супровід працевлаштування та навчання, а також ведення випадків.

### Психофармакологічне лікування
Психофармакологічне лікування або медикаментозне лікування — це процес оцінки та призначення ліків для лікування симптомів і є ключовим компонентом КСД. Однак довгострокова терапія антипсихотичними засобами часто пов'язана з негативними побічними ефектами, низькою прихильністю та високим рівнем припинення лікування. Невідповідність лікуванню є однією з багатьох змінних, які призводять до погіршення результатів серед осіб із проблемами психічного здоров'я, і тим більше це проблема для осіб із шизофренією, третина з яких не дотримуються. Крім того, дослідження показали, що одних тільки ліків недостатньо, і вони є найбільш успішними в поєднанні з психосоціальним втручанням: включаючи психоосвіту, сімейну взаємодію, навчання навичкам і когнітивно-поведінкову терапію. Керування медикаментами в КСД використовує спільний процес прийняття рішень у поєднанні з підходом до зменшення шкоди, щоб заохотити людину співпрацювати зі своїм психіатром незалежно від того, чи вирішить вона приймати ліки чи ні.

### Психотерапія
Психотерапія в КСД — це кооперативний і орієнтований на відновлення процес, спрямований на усунення різноманітних недоліків, якими страждають люди з шизофренією, зосереджуючись на досягненні особистих цілей, які ведуть до осмисленого життя. Посібник NAVIGATE з навчання індивідуальній стійкості, наприклад, включає модулі з постановки цілей, здорового способу життя, оздоровлення та запобігання рецидивам, обробки психотичного епізоду, розвитку сильних сторін, навчання навичкам подолання негативних почуттів, психотичних, непсихотичних симптомів і симптомів посттравматичного стресового розладу, а також суїцидальних думок і поведінки, зловживання психоактивними речовинами, повернення до приємних занять і розширення соціальних зв'язків. Домашня практика дуже заохочується в КСД.

### Сімейна освіта та підтримка
Важливим компонентом КСД є акцент на родині клієнта та його домашньому оточенні. Сім'ї, в яких є близька людина, яка пережила перший епізод психозу, часто демонструють підвищений рівень відчаю, страждання, конфлікту та тривоги. Більшість клієнтів КСД вимагають певної форми участі родини. Участь сім'ї є корисною, оскільки доведено, що вона допомагає запобігти рецидивам, зменшує кількість госпіталізацій, покращує результати лікування, покращує результати працевлаштування, покращує загальну якість життя, знижує рівень зловживання психоактивними речовинами та зменшує кількість смертей.

### Підтримка працевлаштування та освіти (SEE)
FEP порушує повсякденні завдання та обов'язки, такі як навчання чи робота. Це також може вплинути на здатність людини повернутися до рутини та мати стабільність, як колись. Спеціаліст SEE працює з клієнтом, щоб визначити, як вони можуть запропонувати підтримку в роботі з клієнтами щодо досягнення професійних цілей. Підтримка працевлаштування та навчання передбачає спільне визначення особистих уподобань, історії зайнятості, навчання чи облікових даних, які клієнт має або може знадобитися. Клієнт отримає послуги SEE як частину своїх цілей клінічного лікування.
Переваги отримання людьми підтримки у працевлаштуванні та навчанні можуть збільшити позитивні емоції щодо власної гідності та загального щастя. Крім того, є цінність і задоволення від роботи та зменшення симптомів депресії. Ці можливості дають більше шансів на соціальну взаємодію та, можливо, покращують системи підтримки та формують почуття спільності. Люди можуть дізнатися більше про планування та управління часом, що може підвищити рівень відповідальності. Нарешті, більше навчання може зробити людину більш затребуваною для працевлаштування в сферах, де вони хочуть працювати.

### Управління справами

#### Догляд і соціальна підтримка
Частина лікування, пов'язана з підтримкою працевлаштування та навчання, дозволяє клієнтам потенційно отримати професійну чи освітню можливість після завершення лікування. Крім того, було проведено дослідження зв'язку між сприйняттям соціальної підтримки та одужанням пацієнтів із шизофренією. Багато хто вважає, що вилікуватися від шизофренії неможливо; Результати дослідження показали, що існує «значний позитивний зв'язок між одужанням і передбачуваною соціальною підтримкою; отже, пацієнти, які відчувають сильну соціальну підтримку та більш високий рівень емоційної та відчутної підтримки, з більшою ймовірністю відчують задоволені рівні одужання». Підтримка сім'ї та друзів протягом і після завершення лікування є ключовим фактором у збільшенні надії клієнта та позитивних результатах у його одужанні.

## Зростання парадигми в США
З моменту заснування КСД їхня кількість повільно збільшувалася завдяки їхньому успіху у вирішенні складних проблем, пов'язаних із психозами. Незважаючи на те, що це не обов'язково для всіх програм, більшість КСД часто називають програмами «OnTrack» або деякими їх варіантами, як-от OnTrackSD у Південній Дакоті, McLean OnTrack у Массачусетсі, California OnTrack у Каліфорнії та On Track TN у Теннессі тощо. Були запропоновані додаткові дослідження для покращення раннього втручання при психозах, використовуючи модель КСД як стандарт. Програма EPI-CAL, очолювана дослідниками з Каліфорнійського університету в Девісі, є прикладом дослідження, яке має на меті розширити раннє втручання при психозах по всій Каліфорнії та підвищити узгодженість у навчанні та застосуванні практик, що ґрунтуються на доказах.